# Amandine Brossier
Pour les articles homonymes, voir Brossier.
Amandine Brossier, née le 15 août 1995 à Cholet, est une athlète française.

## Biographie
En 2017, Amandine Brossier est médaillée d'argent aux Championnats d'Europe espoirs d'athlétisme sur le relais 4 × 100 mètres. Elle est ensuite sacrée championne de France Élite du 200 mètres en salle en 2018. Le 10 juillet 2019, elle remporte la médaille de bronze du 400 m à l'Universiade de 2019 en 51 s 77.
En juin 2021, la sprinteuse remporte à Angers le titre de championne de France Élite sur 400 m. Qualifiée pour les Jeux olympiques d'été de 2020, elle participe en août à la demi-finale du 400 mètres. Elle est alors licenciée au Sco Angers Athlé.
Son record personnel de 400 m est de 50 s 43, établit le 12 juillet 2024 lors du Meeting Herculis de Monaco. Elle est la deuxième meilleure performeuse française de tous les temps derrière Marie-José Pérec.
Depuis 2022, elle est membre de la Team Anjou 2024 (collectif d'athlètes soutenu par le Département de Maine-et-Loire).

## Palmarès
| Date | Compétition                    | Lieu      | Résultat | Epreuve         | Temps         |
| ---- | ------------------------------ | --------- | -------- | --------------- | ------------- |
| 2017 | Championnats d'Europe espoirs  | Bydgoszcz | 2e       | 4 x 100 m       | 44 s 06       |
| 2018 | Jeux méditerranéens            | Tarragone | 2e       | 4 x 400 m       | 3 min 29 s 76 |
| 2019 | Championnats d'Europe en salle | Glasgow   | 4e       | 4 x 400 m       | 3 min 32 s 12 |
| 2019 | Relais mondiaux                | Yokohama  | 8e       | 4 x 400 m       | 3 min 36 s 28 |
| 2019 | Universiade                    | Naples    | 3e       | 400 m           | 51 s 77       |
| 2022 | Championnats du monde          | Eugene    | 5e       | 4 x 400 m       | 3 min 25 s 81 |
| 2023 | Championnats du monde          | Budapest  | 4e       | 4 x 400 m mixte | 3 min 12 s 99 |
| 2023 | Championnats du monde          | Budapest  | 9e       | 4 x 400 m       | 3 min 28 s 35 |
| 2024 | Jeux olympiques                | Paris     | 5e       | 4 × 400 m       | 3 min 21 s 41 |

## Records
| Épreuve         | Temps              | Lieu         | Date            |              |
| En plein air    | En plein air       | En plein air | En plein air    | En plein air |
| --------------- | ------------------ | ------------ | --------------- | ------------ |
| 400 m           | 50 s 43            | Monaco       | 12 juillet 2024 |              |
| 4 × 400 m       | 3 min 25 s 07      | Tokyo        | 5 août 2021     |              |
| 4 × 400 m mixte | 3 min 13 s 36 (NR) | Chorzów      | 25 juin 2023    |              |
| En salle        |                    |              |                 |              |
| 400 m           | 51 s 67            | Metz         | 3 février 2024  |              |

### National
- Championnats de France d'athlétisme :
  - vainqueur du 400 m en 2021[1] et 2023 ;
  - deuxième du 200 m en 2018 et 2019.
- Championnats de France d'athlétisme en salle :
  - vainqueur du 200 m en 2018 ;
  - vainqueur du 400 m en 2025 ;
  - troisième du 200 m en 2019[5].